# NGC 5579
 NGC 5579  هي مجرة حلزونية متوسطة تقع في كوكبة العواء (كوكبة).

## وصلات خارجية
- NGC 5579 على موقع ويكي سكاي: DSS2, SDSS, GALEX, IRAS, Hydrogen α, X-Ray, Astrophoto, Sky Map, Articles and images